# Rimini FC
Rimini Football Club 1912 (w skrócie Rimini FC 1912) – włoski klub piłkarski z miasta Rimini. Powstał w 1912 jako Libertas Rimini. W 2010 reaktywowany w miejscu Rimini Calcio.

## Sukcesy
- Awans do Serie C: 1979/1980
- Mistrzostwo Serie C: 1975/1976, 2004/2005
- Superpuchar Serie C: 2004/2005
- Awans Do Serie C2/B: 2002/2003

## Nazwy
- 1912 – Libertas Rimini
- 1916 – Rimini FC
- 1920 – Libertas Rimini
- 1940 – Rimini Calcio
- 2010 – AC Rimini 1912